# Стефан V Угарски
Стефан V Угарски (1240 - 1. август 1272), био је угарски и далматинско-хрватски краљ (1270—1272) из династије Арпадовића и син првенац угарског краља Беле IV и његове супруге Марије Ласкарис. Краљ Бела је свог сина са шест година крунисао за краља и именовао га за војводу Славоније. Још као дете, Стефан се оженио Елизабетом, ћерком поглавице Кумана које је његов отац настанио у Великој угарској равници.
Краљ Бела IV је именовао Стефана за војводу од Трансилваније 1257. и за војводу од Штајерске 1258. Његовој власти су се противили локални племићи у Штајерској, која је четири године раније била припојена. Уз помоћ чешког краља Отакара II, побунили су се и протерали Стефанове трупе из већег дела Штајерске. Након што је Отакар II разбио уједињену војску Стефана и његовог оца у бици код Кресенбруна 12. јула 1260. године, војвода Стефан је напустио Штајерску и вратио се у Трансилванију.
Стефан је приморао оца да му уступи све земље Угарске краљевине источно од Дунава и додели титулу младог краља 1262. године. Две године касније избио је грађански рат између оца и сина, јер је млади краљ Стефан оптужио краљ Белу IV да планира да га разбаштини. Они су 1266. године, закључили мировни уговор, али поверење између њих никада није обновљено. Млади краљ Стефан је без потешкоћа наследио свог оца, који је умро 3. маја 1270 . године, али су његова сестра кнегиња Ана и очеви најближи саветници побегли у Краљевину Чешку. Краљ Отакар II је напао Угарску у пролеће 1271. године, али га је краљ Стефан V разбио. Следећег лета, бунтовни господар је ухватио и затворио Стефановог сина принца Ладислава. Убрзо након тога, краљ Стефан V се неочекивано разболео и умро.

## Детињство (1239—1245)
Стефан је био осмо дете и први син угарског краља Беле IV и његове жене краљице Марије, ћерке цара Теодора I Ласкариса, цара Никеје. Рођен је 1239. године. Надбискуп Роберт од Естергома крстио га је 18. октобра. Дете, наследник по рођењу, добило је име по Светом Стефану I, првом угарском краљу.
Краља Бела IV и његова породица, укључујући принца Стефана, побегли су у Загреб након што су Монголи уништили краљевску војску у бици код Мохија 11. априла 1241. године. Монголи су прешли залеђени Дунав у фебруару 1242. године, и краљевска породица је побегла до добро утврђеног далматинског града Трогира. Краљ и његова породица су се вратили из Далмације након што су се Монголи неочекивано повукли из Угарске у марту.

## Младост и успон
20. августа 1245. године отац га је именовао за младог краља и хрватско-далматинског војводу. После тога се 1254. године оженио немачком племкињом, Јелисаветом Куманком.
После Угарске анексије Штајерске отац га је поставио за тамошњег намесника, али је у децембру 1259. године против њега ту избила побуна, и побуњеници су ту хтели довести Бохемијског краља. Због тога је избио угарско-бохемијски рат, у ком су Угари поражени у бици код Кресенбруна 1260. године, када је Бела одустао од поседовања Аустрије. Одредбом мира Белин син Бела Млађи, оженио се Бохемијском принцезом Кунегондом.

## Млади краљ

### Војвода Славоније (1245—1257)
У краљевској повељи из 1246. године, Стефан се помиње као „краљ и војвода Славоније“. По свему судећи, претходне године, краљ Бела IV је свог сина крунисао за младог краља и доделио му земље између реке Драве и Јадранског мора, према историчарима Ђула Кристо и Ференц Мак. Седмогодишњим Стефановим провинцијама — Хрватском, Далмацијом и Славонијом — управљали су краљевски гувернери, познати као банови.
У писму упућеном папи Иноћентију IV крајем 1240-их, краљ Бела IV је написао да „[у] име хришћанског света дали смо да се наш син ожени куманком“. Млада је била Јелисавета, ћерка вође Кумана које је краљ Бела IV позвао да се населе у равницама уз реку Тису. Елизабета је била крштена, али су десет куманских поглавица присутних на церемонији ипак положили своју уобичајену заклетву над псом пресеченим мачем на два дела.

### Војвода Трансилваније и Штајерске (1257–1260)
Када је војвода Стефан постао пунолетан 1257. године, отац га је именовао за војводу од Трансилваније. Стефанова власт у Трансилванији била је кратког века, јер га је отац 1258. године послао у Штајерску. Штајерска је била припојена 1254. године, али су локални господари подигли побуну и протерали гувернера краља Беле IV, Стефана Гуткеледа, пре Стефановог именовања. Војвода Стефан и његов отац заједнички су упали у Штајерску и покорили побуњенике. Поред Штајерске, војвода Стефан је од свог оца добио и две суседне жупаније — Ваш и Залу — у Угарској. Он је покренуо пљачкашки поход на Корушку у пролеће 1259. године, као одмазду за војводу Улриха III од Корушке који је пружио подршку штајерским побуњеницима.
Стефанова владавина остала је непопуларна у Штајерској. Уз подршку чешког краља Отакара II, локални господари су се поново побунили. Војвода Стефан је могао сачувати само Петау (данашњи Птуј, Словенија) и његову област. Војовда Стефан је 25. јуна 1260. године, прешао реку Мораву да би извршио инвазију на Отакарово краљевство. Његова војна снага, коју су чиниле Секељијеве, румунске и куманске трупе, разбила је аустријску војску. Међутим, у одлучујућој бици код Кресенбруна уједињена војска краља Беле IV и војводе Стефана је поражена 12. јула, пре свега због тога што су главне снаге, које су биле под командом краља Беле IV, касно стигле. Војвода Стефан, који је командовао претходницом, једва је побегао са бојног поља. Бечким миром, који је потписан 31. марта 1261. године, окончан је сукоб између Угарске и Чешке, присиљавајући краља Белу IV да се одрекне Штајерске у корист краља Отакара II.

## Сукоб са оцем и последице
Тада је млади краљ Стефан смењен са положаја хрватско-далматинског војводе, на то место је постављен Бела Млађи. Млади краљ Стефан тада користи моћ племства и буни се против оца, која је 1265. године, довела до тога да се младом краљу Стефану предају 29 области источне Угарске, где је млади краљ Стефан владао са краљевским ауторитетом, па је чак имао и свој двор, па чак и своју владу, али односи између краља Беле IV и младог краља Стефана су и даље били лоши. Због тога је 1264, 1266. и 1267. године долазило до сукоба између младог краља Стефана и краља Беле IV, а највећи је био овај последњи.
Када су у Угарској, 1267. године, настале борбе између краља Беле IV и младог краља Стефана, које су узеле велике размере и завршиле Белиним поразом, и када се чинило да је Угарска, услед тих борби знатно ослабљена, решио је српски краљ Стефан Урош I, да се ослободи од Угарског туторства.

## Сукоби и грађански рат (1260–1270)
Војвода Стефан се вратио у Трансилванију и почео њоме да влада по други пут после 20. августа 1260. године. Он и његов отац су заједнички извршили инвазију на Бугарску и заузели Видин 1261. године. Његов отац се вратио у Мађарску, али је војвода Стефан наставио поход сам. Он је опседао Лом на Дунаву и напредовао до Трнова у потери за бугарским царом Константином I Тихом. Међутим, цар је успео да избегне било какве сукобе са освајачима и војвода Стефан је до краја године повукао своје трупе из Бугарске.
Стефанов однос са краљем Белом IV погоршао се почетком 1260-их. Стефанове повеље откривају његов страх да ће га отац разбаштинити и протерати. Такође је оптужио неке неименоване бароне да су хушкали старог монарха против њега. С друге стране, Стефанове повеље доказују да је давао земљиште у Бихару, Сатмару, Угочи и другим жупанијама које су се налазиле изван Трансилваније.
Надбискупи Филип од Естергома и Смарагд од Калоче преузели су обавезу да посредују након сукоба између двoјице краљева у јесен. Према Пресбуршком миру, који је закључен око 25. новембра, краљ Бела IV и његов син су поделили земљу, а млади краљ Стефан је добио земље источно од Дунава. Приликом потврђивања уговора 5. децембра, млади краљ Стефан је такође обећао да неће вршити инвазију на Славонију коју је његов млађи брат војвода Бела добио од оца. Млади краљ Стефан је овом приликом себе назвао „младим краљем, војводом од Трансилваније и господаром Кумана“.
Бугарски племић, деспот Јаков Светослав затражио је помоћ од младог краља Стефана након што су његове области, које су се налазиле у областима јужно од Видина, преплавиле византијске трупе у другој половини 1263. године. Млади краљ Стефан је послао у Бугарску појачање под командом Ладислава II Кана, војводе Трансилваније. Војвода је разбио Византинце и протерао их из Бугарске. Млади краљ Стефан је дао Видин деспоту Јакову Светославу који је прихватио његову власт.
Помирење младог краља Стефана и његовог оца било је само привремено. Млади краљ Стефан је конфисковао поседе своје мајке и сестре кнегиње Ане—укључујући Бесзтерце (данашња Бистрица, Румунија) и Фузер—који су се налазили у земљама под његовом влашћу. Војска краља Беле IV прешла је Дунав под Анином командом негде после јесени 1264. године. Опсела је и заузела Шарошпатак и заробила Стефанову жену и децу. Војвода Ладислав Кан се окренуо против младог краља Стефана и повео војску, коју су чинили кумански ратници, у Трансилванију. Млади краљ Стефан га је разбио у тврђави Дева (сада Дева, Румунија). Краљевски судија краља Беле IV, Лоренс је стигао на чело нове војске и приморао младог краља Стефана да се повуче у Фекетехалом (сада Кодлеа, Румунија). Краљевски судија је опседао тврђаву, али су је Стефанове присталице ослободиле. Млади краљ Стефан је кренуо у контраофанзиву и приморао очеву војску на повлачење. Однео је одлучујућу победу над очевом војском у бици код Исазега марта 1265. године. Двојица надбискупа су посредовали у новој консолидацији између оца и сина, чиме је потврђена подела земље из 1262. године. Краљ Бела IV и млади краљ Стефан су 23. марта 1266. године, потписали мировни уговор у манастиру Пресвете Богородице на Острву зечева (сада Маргаретино острво у Будимпешти).
За време грађанског рата у Угарској, Стефанов вазал, деспот Јаков Светослав се потчинио бугарском цару Константину I Асену Тиху. У лето 1266. године, млади краљ Стефан је извршио инвазију на Бугарску, заузео Видин, Плевен и друга утврђења и разбио Бугаре у пет битака. Деспот Јаков Светослав је поново прихватио Стефанову власт и поново је добио на управу Видин. Од тада је Стефан у својим повељама користио титулу „краљ Бугарски“.
Краљ Бела IV и млади краљ Стефан су заједно потврдили слободе „краљевских слугу“, од тада познатих као племићи, 1267. године. Двоструки брачни савез између младог краља Стефана и краља Карла I од Сицилије — Стефанов син, принц Ладислав, оженио се Карловом ћерком принцезом Елизабетом, а Карлов син имењака оженио се Стефановом ћерком, принцезом Маријом — ојачао је Стефанов међународни положај 1269. године. Никада није обновљено поверење између краља Беле IV и младог краља Стефана. На самртној постељи, стари краљ је затражио од чешког краља Отакара II да пружи уточиште његовој ћерки кнегињи Ани и његовим присталицама након његове смрти.

## Стефан као угарски краљ

### Долазак на власт
Чим је краљ Бела (2. маја 1270) умро, оде Стефан у Столни Београд, где се по други пут даде крунисати за краља угарскога. Крунисала се и његова жена Елизабета. Од страха, пред новим краљем побегоше сви великаши из земље, који су подржавали оца његова. Међо овима беше и Хенрик Гисинговац, бан хрварски. Утече и Стефанова сестра Ана, уграбивши благо, чија је кћерка Кунигуида била краљица Бохемије.

### Стефан Посмртни
У Млецима је тада наиме живео 35-огодишњи Стефан Посмртни, који је тврдио да му припада угарско-хрватски престо. Овај Стефан Беше син Беатриче, треће жене краља Андрије II Арпадовца, али су му порицали законитост порађања. Овај стефан је био ожењен млетачком патрицијком Томасином Морозини; зато што га је подржавала Млетачка република. Чини се да је Стефан Посмртни ступио такође и у савез са Бохемиом.
Краљ Стефан бринуо је и за хрватске земље, да осујети намеру свог супарника Стефана Посмрног, који се већ 1252. године називао херцегом читаве Славоније. Стефан посмртни умире 1271. године остављајући сина Андрију Млечанина, кога је именовао наследником права својих.

### Рат против Бохемије
Све то је довело напокон до рата између бохемијског краља Отакара Пшемисла. Било је за тај рат и политичких разлога. Умро је наиме коручки војвода Урлих без потомака. Пошто је Улрих 4. децембра именовао својим наследником Отакара, завладао је Отакар у Корушкој, Крњској и Словенској марци. Крсљ Стефан је затражио да му Отакар да Крњску и Словенску марку пошто су те области припадале Улриховој жени Агнес, која је те области 1262. године наменила краљу Бели, као најближем рођаку свом.
Ратовало се 1270. и 1271. године у северозападној Угарској. Месеца јула 1271. године дође до мира. Стефан се одрече захтава, да му Отакар врати врати бегунце и благо; исто тако одрече се свих права на Крањску и Словенску марку. Отакар пак обећа да неће помагати Стефана посмртног. У мировном споразуму зове Отакар, краља Стефана такође херцегом Славоније.

### Стефан у Хрватској
Краља Стефана 1271. и 1272. године налазимо у Хрватској, где је награђивао своје присталице. Тако је нпр. 13. јуна 1270. године бившем бану Роланду даровао град Калник, да награди заслуге тог одличног великаша.
Баном хрватском одмах именује Јоакима Пектара, сина бившег (1248—1260) бана Стефана Гуткеледа, чијој је династији припадала жупа Гацка. Јоаким, поред тога, беше и љубимац краљице Елизабете. Град Сењ је 20. октобра 1271. године изабрао Вида Франкопана вечним ректором, са правом наследства, и краљ је потврдио овај избор, па је Сењ припадао Франкопанима до 1469. године.

## Владавина (1270—1272)
Старији краљ је умро 3. маја 1270. године. Његова ћерка кнегиња Ана је запленила краљевску ризницу и побегла у Чешку. Хенри Кесеги, Николас Герегје и Лоренс Аба — Белини најближи саветници — су је пратили и предали краљу Отакару II, Кесег, Боростјанко (Бернштајн, Аустрија) и друге њихове тврђаве дуж западних граница. Уместо да напусти Мађарску, Николас Хахот је поставио штајерске војнике у гарнизон у својој тврђави у Пелоскеу и извршио пљачкашке нападе на оближња села. Краљ Стефан V је поставио своје присталице на највише функције; на пример, Јоаким Гуткелед је постао бан Славоније, а Матхев Чсак је постављен за војводу Трансилваније. Краљ Стефан V је доделио округ Естергом надбискупу Филипу који га је крунисао за краља у Естергому 17. маја или касније.
Пољски хроничар Јан Длугош пише да је краљ Стефан V „ходочастио на гроб светог Станислава“ у Краков и посетио свог зета Болеслава V Чедног, војводу Краковског крајем августа. Два монарха су обновила „стари савез између Угарске и Пољске“ и ступила у савез „да би имали исте пријатеље и исте непријатеље“. Краљ Стефан V се такође сусрео са краљем Отакаром II на једном острву на Дунаву у близини Пресбурга (данашња Братислава, Словачка), али су само закључили примирје.
Краљ Стефан V је покренуо пљачкашки напад на Аустрију око 21. децембра. Краљ Отакар II је извршио инвазију на земље северно од Дунава у априлу 1271. године, и заузео бројне тврђаве, укључујући Девен (данас Девин, Словачка), Пресбург и Нагисзомбат (данашња Трнава, Словачка). Краљ Отакар II је разбио краља Стефана V код Пресбурга 9. маја и код Мошонмађаровара 15. маја, али је краљ Стефан V победио у одлучујућој бици на реци Рабци 21. маја. Краљ Отакар II се повукао из Угарске, а краљ Стефан V је гонио његове трупе до Беча. Изасланици двојице краљева постигли су договор у Пресбургу 2. јула. Према њиховом уговору,краљ  Стефан V је обећао да неће помагати Отакаровим противницима у Корушкој, а краљ Отакар II се одрекао двораца који су он и његове присталице држали у Угарској. Мађари су убрзо поново заузели Кесег, Боростјанко и друге тврђаве дуж западне границе Угарске.
Према Житију Стефанове свете сестре, Маргарете, која је умрла 18. јануара 1270. године, краљ Стефан V је био присутан када се догодило прво чудо које јој се приписује на прву годишњицу њене смрти. Краљ Стефан V је, наиме, покренуо Маргаретину канонизацију при Светој столици 1271. године. Исте године краљ Стефан V је дао градске привилегије грађанима Ђера. Такође је потврдио слободе саксонских „гостију“ у региону Шепес (данашњи Спиш, Словачка), доприносећи развоју њихове аутономне заједнице. С друге стране, краљ Стефан V је штитио права надбискупа Естергомског од зависних племића надбискупије који су покушавали да се ослободе својих обавеза.
Бан Јоаким Гуткелед отео је Стефановог десетогодишњег сина и наследника младог краља Ладислава и затворио га у копривнички замак у лето 1272. године. Стефан је опсео тврђаву, али није могао да је заузме. Краљ Стефан V се разболео и одведен је на острво Чепел. Умро је 6. августа 1272. године. Краљ Стефан V је сахрањен близу гроба своје сестре Маргарете у манастиру Пресвете Богородице на Зечјем острву.

## Породица
Стефанова жена, Елизабета, рођена је око 1239. године, према историчару Ђули Кристо. Повеља њеног таста, краља Беле IV, помиње једног Шејхана, куманског поглавицу као његовог рођака, што имплицира да је Шејхан био Елизабетин отац. Стефаново и Елизабетино прво дете, Катарина, рођено је око 1256. године. Удата је за Стефана Драгутина Немањића, старијег сина и наследника српског краља Стефана Уроша I, око 1268. године. Њена сестра Марија рођена је око 1257. године, и удала се за будућег краља Карла II Напуљског 1270. године. Њихов унук Карло Роберт постао је угарски краљ у првој деценији 14. века.
Према историчару Ђули Кристоу, Стефанова трећа (неименована) ћерка била је супруга деспота Јакова Светослава. Стефанова трећа (или четврта) ћерка, Јелисавета, која је рођена око 1260. године, постала је доминиканка у манастиру Пресвете Богородице на Зечјем острву. Постављена је за приорицу 1277. године, али ју је њен брат краљ Ладислав II киднаповао и удао за чешког барона Завиша од Фалкенштајна 1288. године, након његове смрти удала се за спрског краља Стефана Уроша II Милутина Немањића, брата краља Стефана Драгутина. Стефанова најмлађа ћерка, Ана, рођена је око 1260. године. Удала се за Андроника Палеолога, сина и наследника византијског цара Михаила VIII.
Први Стефанов син, краљ Ладислав IV, рођен је 1262. године, био је ожењен напуљском принцезом Јелисаветом Анжу. Наследио је свог оца 1272. године. Најмлађе Стефаново дете, Андрија, рођен је 1268. године, и умро је са 10 година.

## Смрт
Када се краљ јуна месеца 1272. године, налазио у Бихаћу уграби му Јоаким сина Ладислава, кага одведе у град Копривницу. Краљ се хтеде бану осветити, али већ 6. августа је напрасно умро.

## Породично стабло
|  |                                  |  |  |  |  |  |  |  |  |  |  |  |  |  |  |  |
|  | 16. Геза II                      |  |  |  |  |  |  |  |  |  |  |  |  |  |  |  |
|  |                                  |  |  |  |  |  |  |  |  |  |  |  |  |  |  |  |
|  |                                  |  |  |  |  |  |  |  |  |  |  |  |  |  |  |  |
|  | 8. Бела III                      |  |  |  |  |  |  |  |  |  |  |  |  |  |  |  |
|  |                                  |  |  |  |  |  |  |  |  |  |  |  |  |  |  |  |
|  |                                  |  |  |  |  |  |  |  |  |  |  |  |  |  |  |  |
|  | 17. Еуфросина Кијевска           |  |  |  |  |  |  |  |  |  |  |  |  |  |  |  |
|  |                                  |  |  |  |  |  |  |  |  |  |  |  |  |  |  |  |
|  |                                  |  |  |  |  |  |  |  |  |  |  |  |  |  |  |  |
|  | 4. Андрија II Арпад              |  |  |  |  |  |  |  |  |  |  |  |  |  |  |  |
|  |                                  |  |  |  |  |  |  |  |  |  |  |  |  |  |  |  |
|  |                                  |  |  |  |  |  |  |  |  |  |  |  |  |  |  |  |
|  | 18. Рене од Шатијона             |  |  |  |  |  |  |  |  |  |  |  |  |  |  |  |
|  |                                  |  |  |  |  |  |  |  |  |  |  |  |  |  |  |  |
|  |                                  |  |  |  |  |  |  |  |  |  |  |  |  |  |  |  |
|  | 9. Агнеса од Антиохије           |  |  |  |  |  |  |  |  |  |  |  |  |  |  |  |
|  |                                  |  |  |  |  |  |  |  |  |  |  |  |  |  |  |  |
|  |                                  |  |  |  |  |  |  |  |  |  |  |  |  |  |  |  |
|  | 19. Констанца Антиохијска        |  |  |  |  |  |  |  |  |  |  |  |  |  |  |  |
|  |                                  |  |  |  |  |  |  |  |  |  |  |  |  |  |  |  |
|  |                                  |  |  |  |  |  |  |  |  |  |  |  |  |  |  |  |
|  | 2. Бела IV                       |  |  |  |  |  |  |  |  |  |  |  |  |  |  |  |
|  |                                  |  |  |  |  |  |  |  |  |  |  |  |  |  |  |  |
|  |                                  |  |  |  |  |  |  |  |  |  |  |  |  |  |  |  |
|  | 10. Бертолд IV, гроф од Мераније |  |  |  |  |  |  |  |  |  |  |  |  |  |  |  |
|  |                                  |  |  |  |  |  |  |  |  |  |  |  |  |  |  |  |
|  |                                  |  |  |  |  |  |  |  |  |  |  |  |  |  |  |  |
|  | 5. Гертруда Меранска             |  |  |  |  |  |  |  |  |  |  |  |  |  |  |  |
|  |                                  |  |  |  |  |  |  |  |  |  |  |  |  |  |  |  |
|  |                                  |  |  |  |  |  |  |  |  |  |  |  |  |  |  |  |
|  | 1. Стефан V Угарски              |  |  |  |  |  |  |  |  |  |  |  |  |  |  |  |
|  |                                  |  |  |  |  |  |  |  |  |  |  |  |  |  |  |  |
|  |                                  |  |  |  |  |  |  |  |  |  |  |  |  |  |  |  |
|  | 6. Теодор I Ласкарис             |  |  |  |  |  |  |  |  |  |  |  |  |  |  |  |
|  |                                  |  |  |  |  |  |  |  |  |  |  |  |  |  |  |  |
|  |                                  |  |  |  |  |  |  |  |  |  |  |  |  |  |  |  |
|  | 3. Марија Ласкарис               |  |  |  |  |  |  |  |  |  |  |  |  |  |  |  |
|  |                                  |  |  |  |  |  |  |  |  |  |  |  |  |  |  |  |
|  |                                  |  |  |  |  |  |  |  |  |  |  |  |  |  |  |  |
|  | 7. Ана Анђелина Комнина          |  |  |  |  |  |  |  |  |  |  |  |  |  |  |  |
|  |                                  |  |  |  |  |  |  |  |  |  |  |  |  |  |  |  |
|  |                                  |  |  |  |  |  |  |  |  |  |  |  |  |  |  |  |